# هواپیمایی ترکمنستان

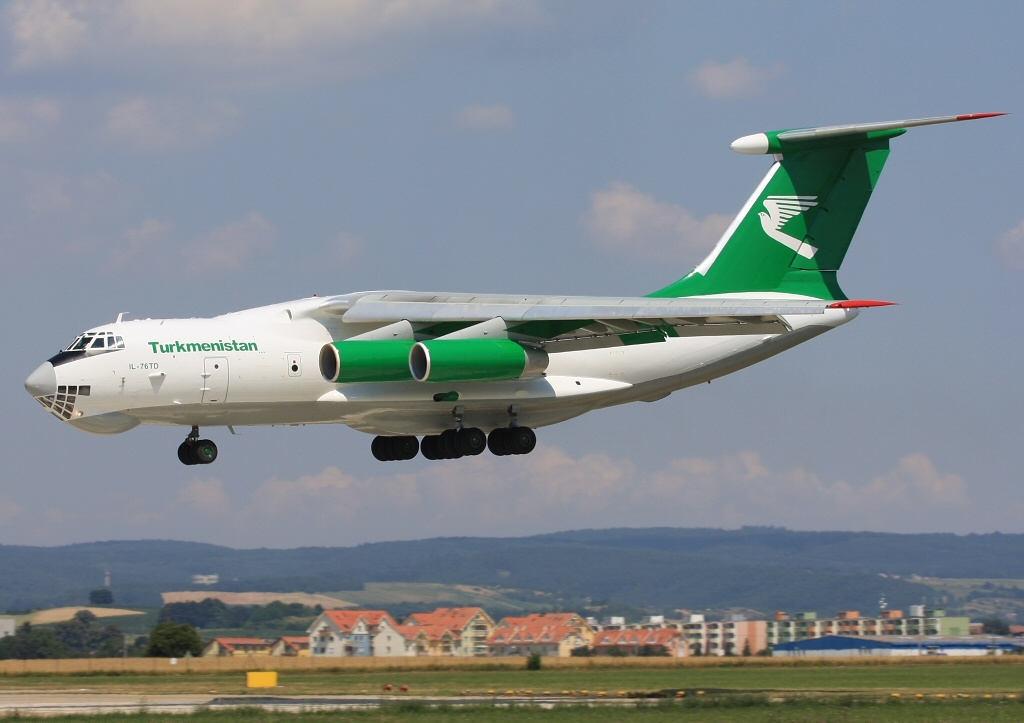
هواپیمای ایلیوشین ایل-۷۶ متعلق به هواپیمایی ترکمنستان

هواپیمایی ترکمنستان، (به ترکمنی: Türkmenhowaýollary) شرکت هواپیمایی حامل پرچم ترکمنستان است، که در سال ۱۹۹۲ توسط دولت ترکمنستان تأسیس شد و در حال حاضر روزانه به ۲۳ مقصد، در آسیا، کشورهای مستقل همسود، خاورمیانه و اروپا پروازهای مستقیم دارد.
دفتر مرکزی شرکت هواپیمایی ترکمنستان در شهر عشق‌آباد، ترکمنستان قرار دارد و فرودگاه عشق‌آباد، فرودگاه ترکمن‌آباد و فرودگاه ترکمن‌باشی، قطب‌های این شرکت هواپیمایی به‌شمار می‌آیند.
شرکت هواپیمایی ترکمنستان در حال حاضر در ناوگان هوایی خود، دارای ۲۵ فروند هواپیمای جت مسافربری می‌باشد. این شرکت در سال ۲۰۱۳ بیش از ۱٫۷۷ میلیون مسافر را جابجا کرده‌است.